# Путь кисти и меча
Путь кисти и меча (яп. 文武一道（ぶんぶいちどう） бунбу итти до); также есть выражение «Кисть и меч в гармонии» — «формула», которую часто можно увидеть на японских каллиграфических свитках. В эпоху Токугава молодых людей обучали исключительно каллиграфии и фехтованию. Перо и меч многие века составляли основу жизни японской знати.

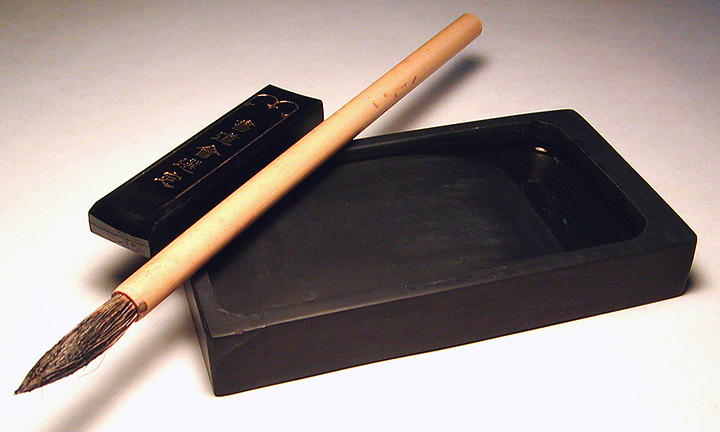
Традиционная японская кисть для письма; чернильница и брусок чернил

Все эти выражения имеют значение уравновешенности между кистью и мечом в том смысле, что и кисть (литература), и меч (боевые искусства) являются единым и имеют одинаковый вес.
В отличие от западного противопоставления наподобие «что написано пером — не вырубишь и топором», в Японии не сравнивали силу пера и меча, напротив, предпочитали воспринимать их в гармонии друг с другом.

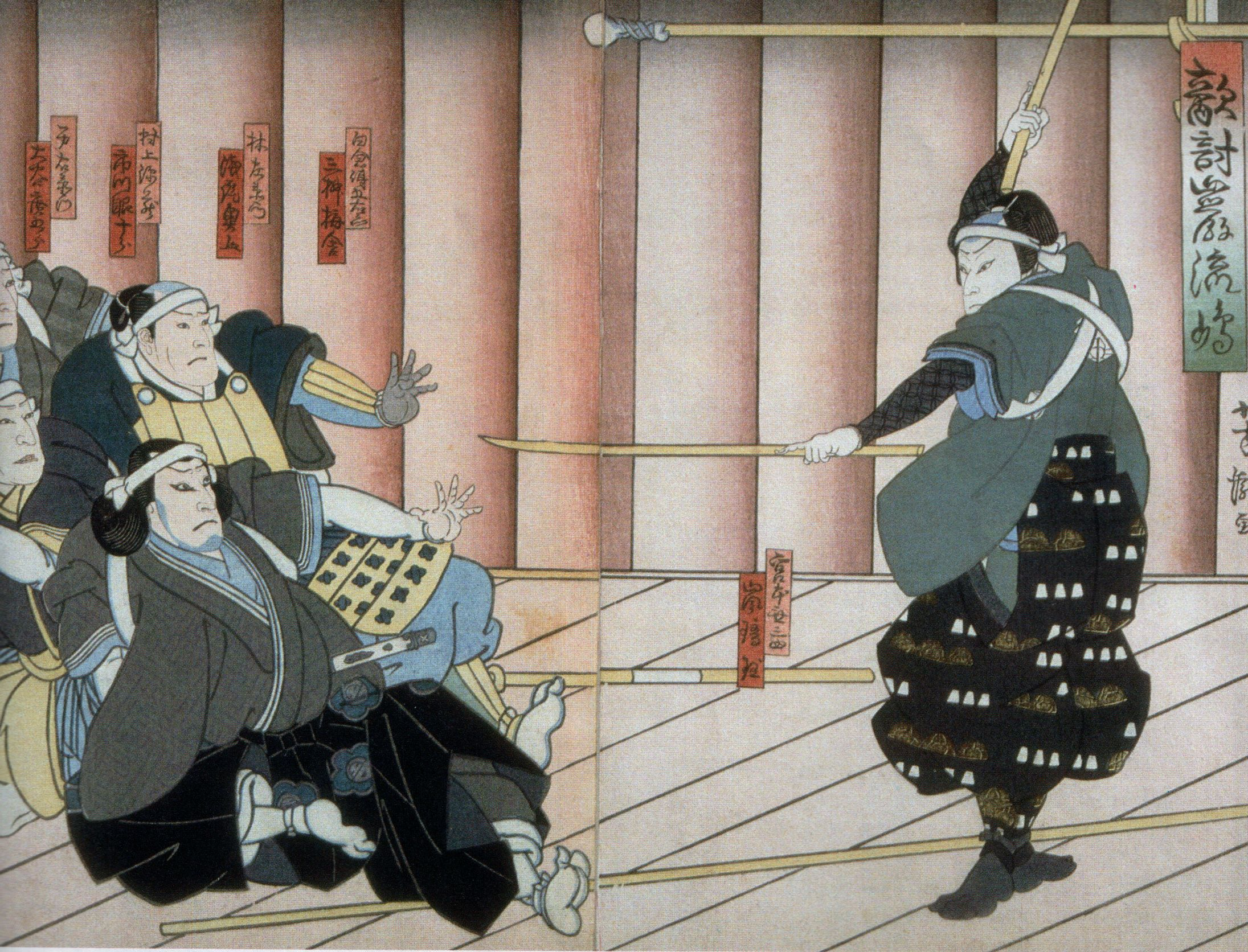
Миямото Мусаси с двумя боккэнами

Приверженность двум Путям, то есть войны и письма, и есть Путь самурая.— Миямото Мусаси, «Книга пяти колец»

## Путь кисти
Японская каллиграфия (яп. 書道 сёдо)) это форма каллиграфии, или, правильнее выражаясь, художественного письма японского языка. Само понятие сёдо, вероятно, произошло из Китая, поскольку оно широко использовалось для описания художественной японской каллиграфии на протяжении династии Тан.

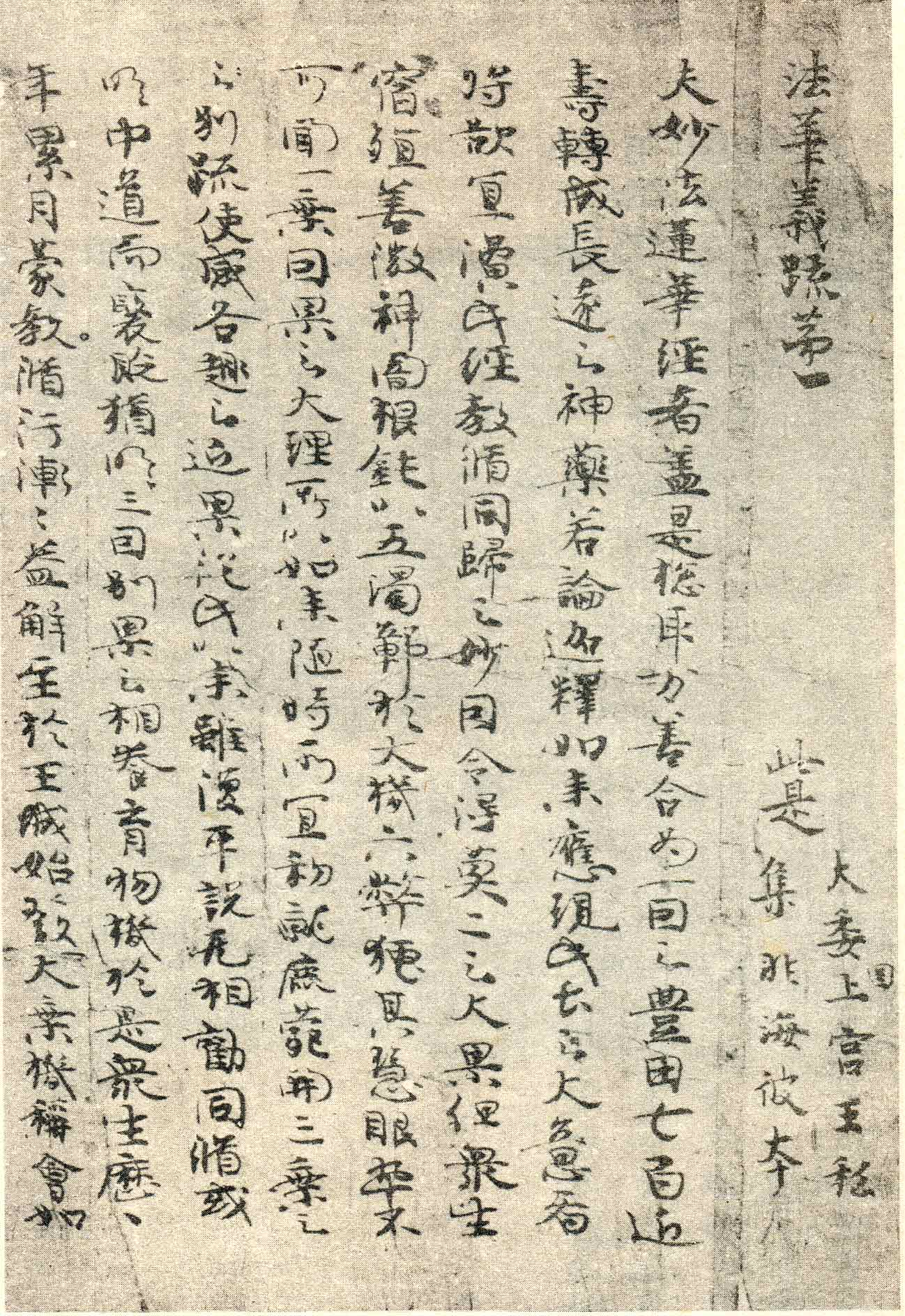
Лотосовая сутра, написанная принцем Сётоку

Суть сёдо заключается в том, что все нужно делать спонтанно, молниеносно и абсолютно сосредоточенно.

## Путь меча

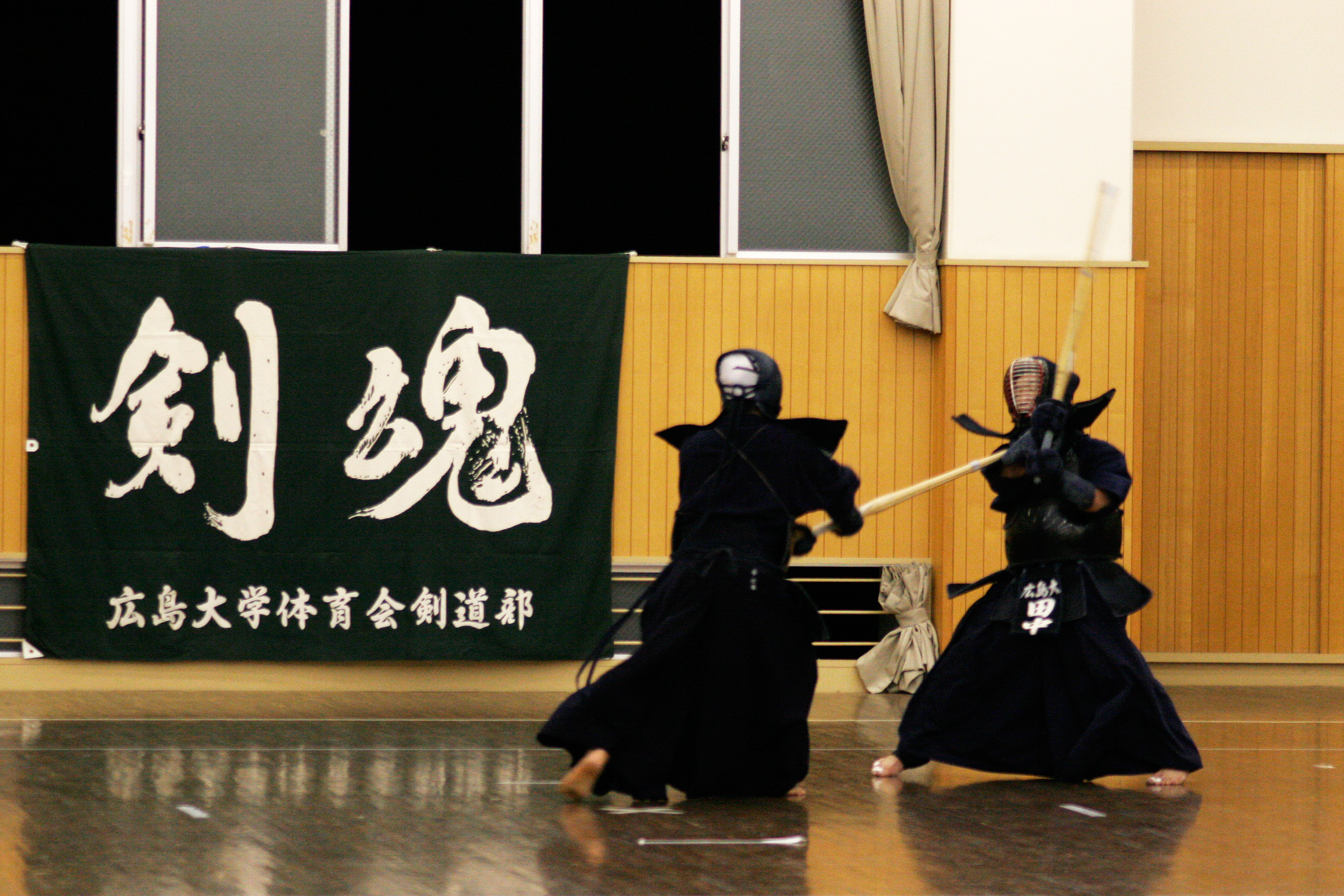
Соревновательный бой практикующих кэндо

Путь меча есть кэндо (яп. 剣道 кэндо)), начавшее свое формирование от чисто самурайских техник владения мечом, а именно кэндзюцу (яп. 剣術), что ставит своей главной целью воспитания твёрдого характера и несокрушимых воли и тела.
На данный момент в Японии считается одним из видов спорта.